# Eleccions legislatives macedònies de 1994
Les eleccions legislatives macedònies de 1994 se celebraren a dues voltes el 16 i el 30 d'octubre del 1994 per a renovar els 120 membres de l'Assemblea de la República de Macedònia. La VMRO–DPMNE va boicotejar les eleccions. El vencedor fou la coalició Aliança per Macedònia i el seu cap Branko Tsrvènkovski fou nomenat primer ministre de Macedònia.

## Resultats
Resultat de les eleccions d'5 de juliol de 1994 per a l'Assemblea de la República de Macedònia
| Partits i coalicions                                  | Partits i coalicions                                  | Vots                                     | %    | Escons |
| ----------------------------------------------------- | ----------------------------------------------------- | ---------------------------------------- | ---- | ------ |
| Aliança per Macedònia                                 | Unió Socialdemòcrata de Macedònia                     |                                          | 30,8 | 60     |
| Aliança per Macedònia                                 | Partit Liberal Democràtic                             | 29                                       | 30,8 |        |
| Aliança per Macedònia                                 | Partit Socialista de Macedònia                        | 9                                        | 30,8 |        |
| VMRO–DPMNE                                            | VMRO–DPMNE                                            |                                          | 17,9 | -      |
| Partit per la Prosperitat Democràtica                 | Partit per la Prosperitat Democràtica                 |                                          | 8,3  | 10     |
| Partit Nacional Democràtic                            | Partit Nacional Democràtic                            |                                          | 2,8  | 4      |
| Partit Democràtic dels Turcs                          | Partit Democràtic dels Turcs                          |                                          |      | 1      |
| Partit per la Total Emancipació dels Roma a Macedònia | Partit per la Total Emancipació dels Roma a Macedònia |                                          |      | 1      |
| Partit Democràtic de Macedònia                        | Partit Democràtic de Macedònia                        |                                          |      | 1      |
| Partit Socialdemòcrata de Macedònia                   | Partit Socialdemòcrata de Macedònia                   |                                          |      | 1      |
| Independents                                          | Independents                                          |                                          |      | 7      |
| Total                                                 |                                                       | 1.051. 665 (1a volta) 707.210 (2a volta) | 100% | 120    |